# Septème
Pour l’article ayant un titre homophone, voir Septèmes-les-Vallons.
Septème [sɛptɛm] est une commune française située dans le département de l'Isère, en région Auvergne-Rhône-Alpes.

## Géographie

### Situation et description
La commune de Septème est située dans la région Auvergne-Rhône-Alpes, au nord-ouest du département de l'Isère, à l'est de Vienne et au sud de l'agglomération lyonnaise.

### Communes limitrophes

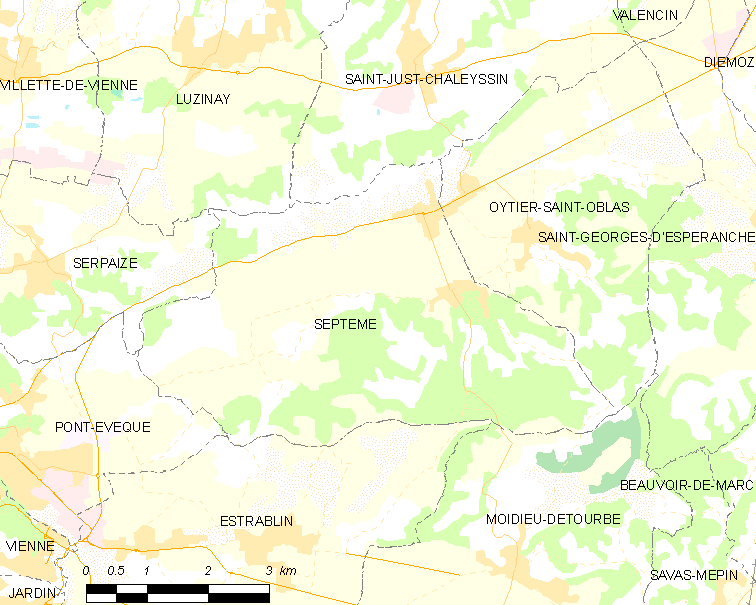
Plan du territoire de Septème et des communes limitrophes.

Le territoire de Septème est bordé par sept autres communes.
| Serpaize    | Luzinay | Saint-Just-Chaleyssin |
| Pont-Évêque | Septème | Oytier-Saint-Oblas    |
| Estrablin   |         | Moidieu-Détourbe      |

### Climat
Pour des articles plus généraux, voir Climat d'Auvergne-Rhône-Alpes et Climat de l'Isère.
En 2010, le climat de la commune est de type climat océanique altéré, selon une étude du Centre national de la recherche scientifique s'appuyant sur une série de données couvrant la période 1971-2000. En 2020, Météo-France publie une typologie des climats de la France métropolitaine dans laquelle la commune est dans une zone de transition entre le climat semi-continental et le climat de montagne et est dans la région climatique  Moyenne vallée du Rhône, caractérisée par un bon ensoleillement en été (fraction d’insolation > 60 %), une forte amplitude thermique annuelle (4 à 20 °C), un air sec en toutes saisons, orageux en été, des vents forts (mistral), une pluviométrie élevée en automne (250 à 300 mm). 
Pour la période 1971-2000, la température annuelle moyenne est de 12 °C, avec une amplitude thermique annuelle de 18,1 °C. Le cumul annuel moyen de précipitations est de 925 mm, avec 9,3 jours de précipitations en janvier et 6,3 jours en juillet. Pour la période 1991-2020, la température moyenne annuelle observée sur la station météorologique de Météo-France la plus proche, « Luzinay », sur la commune de Luzinay à 6 km à vol d'oiseau, est de 12,7 °C et le cumul annuel moyen de précipitations est de 928,1 mm,. Pour l'avenir, les paramètres climatiques de la commune estimés pour 2050 selon différents scénarios d'émission de gaz à effet de serre sont consultables sur un site dédié publié par Météo-France en novembre 2022.

### Hydrographie
Le territoire est traversé par un sous-affluent du Rhône, la Véga, d'une longueur de 18 km, selon un axe est-ouest.

## Urbanisme

### Typologie
Au 1er janvier 2024, Septème est catégorisée commune rurale à habitat dispersé, selon la nouvelle grille communale de densité à sept niveaux définie par l'Insee en 2022.
Elle est située hors unité urbaine. Par ailleurs la commune fait partie de l'aire d'attraction de Lyon, dont elle est une commune de la couronne,. Cette aire, qui regroupe 397 communes, est catégorisée dans les aires de 700 000 habitants ou plus (hors Paris),.

### Occupation des sols
L'occupation des sols de la commune, telle qu'elle ressort de la base de données européenne d’occupation biophysique des sols Corine Land Cover (CLC), est marquée par l'importance des territoires agricoles (64,5 % en 2018), en diminution par rapport à 1990 (65,8 %). La répartition détaillée en 2018 est la suivante : 
terres arables (36,3 %), forêts (31,7 %), zones agricoles hétérogènes (16,1 %), prairies (12,1 %), zones urbanisées (3,8 %). L'évolution de l’occupation des sols de la commune et de ses infrastructures peut être observée sur les différentes représentations cartographiques du territoire : la carte de Cassini (XVIIIe siècle), la carte d'état-major (1820-1866) et les cartes ou photos aériennes de l'IGN pour la période actuelle (1950 à aujourd'hui).

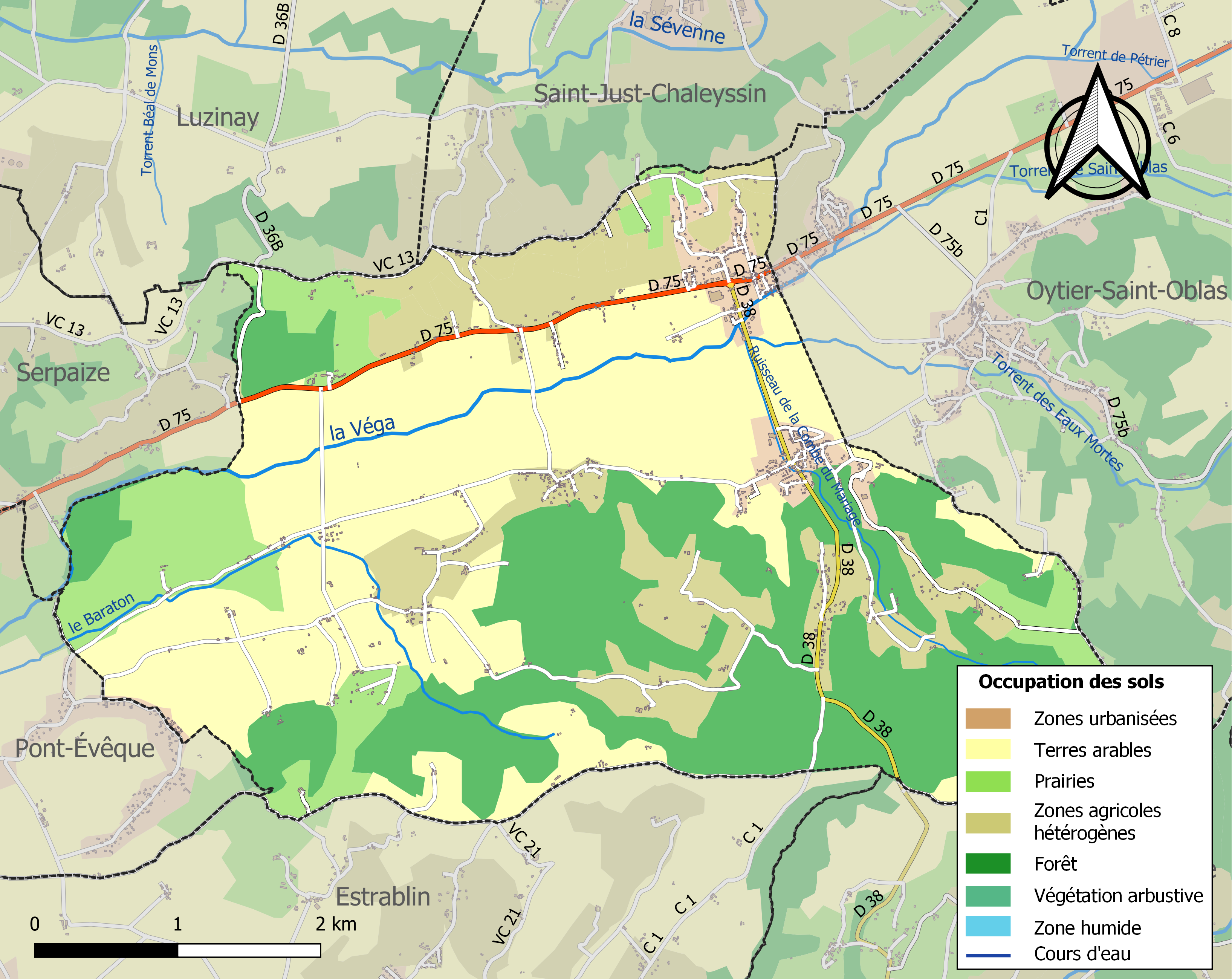
Carte des infrastructures et de l'occupation des sols de la commune en 2018 (CLC).

### Risques naturels et technologiques majeurs

#### Risques sismiques
L'ensemble du territoire de la commune Septème est situé en zone de sismicité n°3 (sur une échelle de 1 à 5), comme la plupart des communes de son secteur géographique.
| Type de zone | Niveau            | Définitions (bâtiment à risque normal) |
| ------------ | ----------------- | -------------------------------------- |
| Zone 3       | Sismicité modérée | accélération = 1,1 m/s2                |

## Toponymie
La première mention de l'église ecclesia in honore sancti simphoriani dicata in septimo remonte à un acte de 1015. Les autres formes anciennes dans les documents sont in villa Septimo (XIe siècle), Septemum ou encore Settemum (XIIIe siècle), au siècle suivant la forme courante est Septemet.
Le toponyme provient de la présence d'une borne : Septème est l'une des stations de la voie romaine Mediolanum—Vienna (Milan–Vienne) jalonnée par les bornes milliaires de Septème , Oytier, Diémoz, (septième, huitième et douzième milles à partir de Vienne) comme on le voit sur la Table de Peutinger.
Elle se trouvait « à 7 milles de Vienne », il s'agit donc de la septième,.

## Histoire

### Antiquité
Le nom de Septème renvoie à son emplacement : sur la septième borne milliaire de la voie romaine reliant Mediolanum—Vienna (Vienne à Milan) et donne ainsi la raison de sa fondation. Un camp romain aurait été établi à cet endroit, sur une butte dominant la vallée (Septem Provinciae).

### Moyen âge

#### Château seigneurial
Un premier château fort est signalé au XIe siècle et un village se développe à côté. Dans la seconde moitié du XIIIe siècle, l'ensemble est entouré d'une puissante enceinte d'un kilomètre de long, avec trois portes. Après le rattachement de Septème au Dauphiné, un château plus moderne est construit aux XIVe-XVe siècle.
Le village se déplace ensuite hors de l'enceinte initiale, et s'étend en contrebas jusqu'à la rivière.

#### Les Hospitaliers
Le Péage dit aussi Le Péage-de-Septème et la chapelle Saint-Jean-Baptiste des Hospitaliers de l'ordre de Saint-Jean de Jérusalem. C'était une annexe de la commanderie de Bellecombe au grand prieuré d'Auvergne.

## Politique et administration

### Liste des maires
| Période                                  | Période   | Identité        | Étiquette | Qualité         |
| ---------------------------------------- | --------- | --------------- | --------- | --------------- |
| mars 1983                                | mars 2008 | Mario Lonardoni | DVD       | Maire honoraire |
| mars 2008                                | En cours  | Alain Clerc     | SE        | Retraité        |
| Les données manquantes sont à compléter. |           |                 |           |                 |

## Population et société

### Démographie
Les habitants sont appelés les Septèmois.es.
L'évolution du nombre d'habitants est connue à travers les recensements de la population effectués dans la commune depuis 1793. Pour les communes de moins de 10 000 habitants, une enquête de recensement portant sur toute la population est réalisée tous les cinq ans, les populations de référence des années intermédiaires étant quant à elles estimées par interpolation ou extrapolation. Pour la commune, le premier recensement exhaustif entrant dans le cadre du nouveau dispositif a été réalisé en 2004.

En 2022, la commune comptait 2 153 habitants, en évolution de +4,31 % par rapport à 2016 (Isère : +3,07 %, France hors Mayotte : +2,11 %).
| 1793  | 1800  | 1806  | 1821  | 1831  | 1836  | 1841  | 1846  | 1851  |
| ----- | ----- | ----- | ----- | ----- | ----- | ----- | ----- | ----- |
| 1 258 | 1 279 | 1 414 | 1 777 | 1 918 | 2 165 | 2 429 | 2 951 | 2 836 |

| 1856  | 1861  | 1866  | 1872  | 1876  | 1881  | 1886  | 1891  | 1896  |
| ----- | ----- | ----- | ----- | ----- | ----- | ----- | ----- | ----- |
| 3 065 | 3 154 | 2 795 | 1 524 | 1 460 | 1 400 | 1 375 | 1 375 | 1 280 |

| 1901  | 1906  | 1911  | 1921  | 1926  | 1931 | 1936 | 1946 | 1954 |
| ----- | ----- | ----- | ----- | ----- | ---- | ---- | ---- | ---- |
| 1 200 | 1 144 | 1 130 | 1 061 | 1 155 | 888  | 845  | 737  | 802  |

| 1962 | 1968 | 1975 | 1982  | 1990  | 1999  | 2004  | 2006  | 2009  |
| ---- | ---- | ---- | ----- | ----- | ----- | ----- | ----- | ----- |
| 792  | 799  | 865  | 1 048 | 1 267 | 1 471 | 1 673 | 1 760 | 1 746 |

| 2014  | 2019  | 2022  | - | - | - | - | - | - |
| ----- | ----- | ----- | - | - | - | - | - | - |
| 1 964 | 2 071 | 2 153 | - | - | - | - | - | - |

NB : la chute de la population entre les recensements de 1866 et 1872 s'explique par la création de la commune de Pont-Évêque le 20 juillet 1867 à partir de territoires de celles de Septème, Estrablin et Vienne. Celle de 1926 à 1931 potentiellement par la création de la commune de Serpaize.

### Enseignement
Les établissements scolaires de la commune sont rattachés à l'académie de Grenoble.

### Équipement sportif et culturel
- « Cimes Aventures » est un parc d'aventures en forêt.
- Le Haras du Devey est élevage et de pension de chevaux, ainsi qu'un centre de formation de l'équitation.

### Médias
Historiquement, le quotidien à grand tirage Le Dauphiné libéré consacre, chaque jour, y compris le dimanche, dans son édition du Nord-Isère (édition de Vienne), un ou plusieurs articles à l'actualité du canton et quelquefois de la commune, ainsi que des informations sur les éventuelles manifestations locales, les travaux routiers, et autres événements divers à caractère local.

### Cultes
La communauté catholique et l'église de Septème (propriété de la commune) sont desservies par la paroisse Sanctus en Viennois, elle-même rattachée au diocèse de Grenoble-Vienne.

## Culture locale et patrimoine

### Lieux et monuments

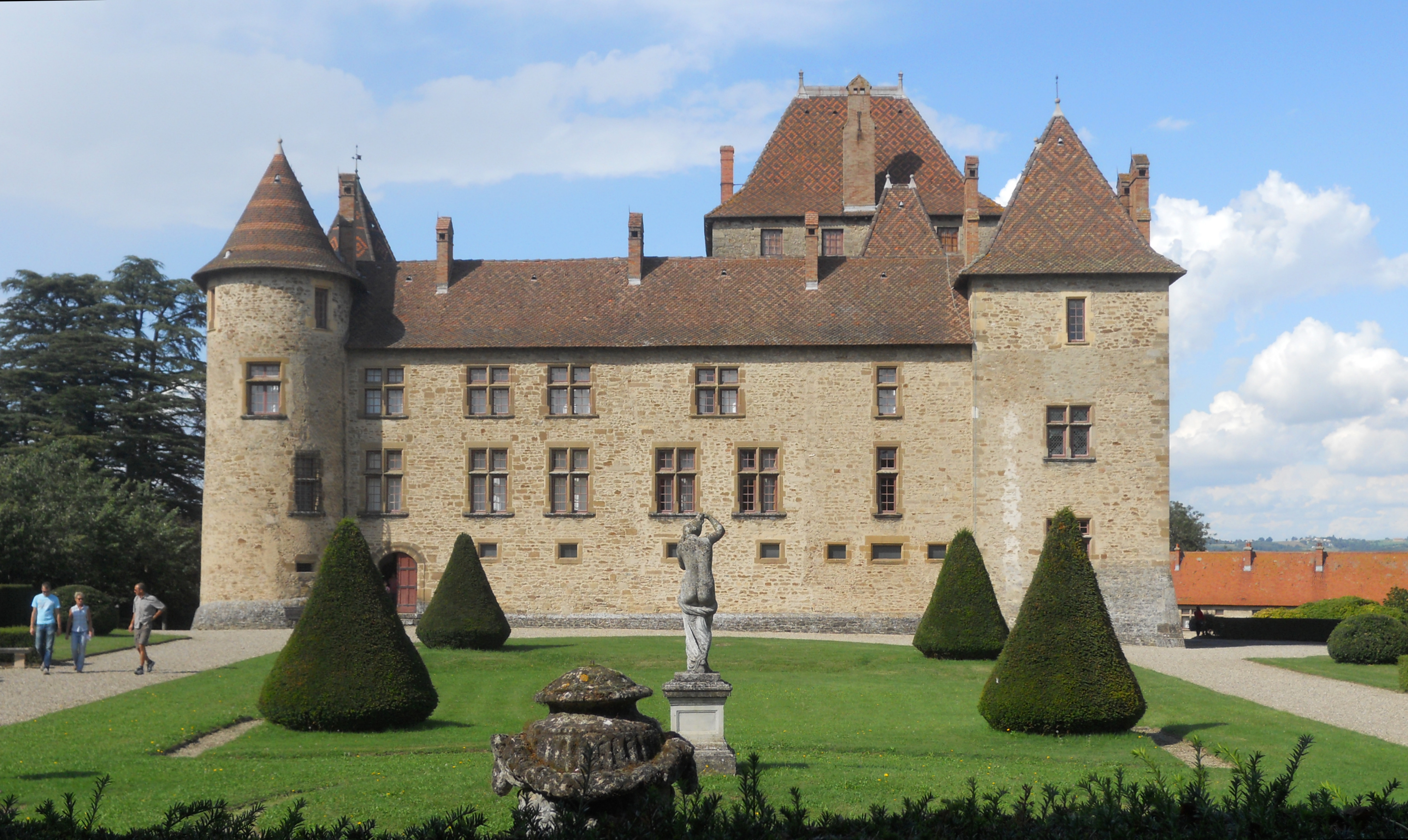
Le château de Septème.

#### Le château
Le château de Septème, sa conciergerie et son parc, des XIIe et XVIe siècles, sont inscrits au titre des monuments historiques par arrêté du 27 février 1947. Les restes du château, avec les remparts de Septème et les restes du chemin de ronde de l'ancienne ville, font l'objet d'un classement par arrêté du 12 février 1942.

#### Autres monuments
- Les vestiges du mosaïque gallo-romaine, classées par arrêté du 17 septembre 1954[28].
- L'église de l'Assomption de Septème plusieurs fois reconstruite mais qui a conservé son porche datant de 1496. Elle est consacrée à la Vierge Marie, elle est nommée Notre Dame de l'Assomption.
- La maison forte de Palais, des XIVe et XVIIIe siècles, dont il reste une tour carrée[29].

La chapelle Saint-Jean-Baptiste de l'ordre de Saint-Jean de Jérusalem, classée Monument Historique, est située au lieu-dit Le Péage dit aussi Le Péage-de-Septème, mais sur un lieu rattaché à la commune de Oytier-Saint-Oblas.

### Personnalités liées à la commune
- Gabriel Veyre, né à Septême en 1871, pharmacien, opérateur du cinématographe des frères Lumière, photographe du sultan du Maroc.

### Héraldique
|  | Septème possède des armoiries dont l'origine et le blasonnement exact ne sont pas disponibles. |